# Des filles... encore des filles
Pour les articles homonymes, voir Girls Girls Girls.
Pour plus de détails, voir Fiche technique et Distribution.
Des filles... encore des filles (Girls! Girls! Girls!) est un film musical américain de Norman Taurog, sorti en 1962.

## Synopsis
Ross est un guide de pêche hawaïen et un pêcheur qui aime aussi la navigation de plaisance et la voile. Lorsqu'il découvre que son patron est parti en Arizona, il cherche un moyen d'acquérir le Westwind, un bateau qu'il a construit avec son père. Ross se trouve pris dans une relation amoureuse avec deux femmes : l'insensible et puérile Robin, chanteuse dans un club, et la douce Laurel. Lorsque Wesley Johnson fait des avances à Laurel, Ross le frappe. Wesley est propriétaire du bateau. De ce fait, Ross perd le bateau. Quant à Laurel, elle n'est pas celle qu'elle prétend être. Ross doit choisir entre Robin et Laurel.

## Fiche technique
- Titre : Des filles... encore des filles
- Titre original : Girls! Girls! Girls!
- Réalisation : Norman Taurog
- Scénario : Allan Weiss, Edward Anhalt
- Musique originale : Joseph J. Lilley
- Directeur de la photographie : Loyal Griggs
- Montage : Stanley E. Johnson et Warren Low
- Direction artistique : Hal Pereira, Walter H. Tyler
- Décors : Sam Comer, Frank R. McKelvy
- Costumes : Edith Head
- Ingénieur du son : Charles Grenzbach, Harold Lewis, R.D. Cook, William Hamilton
- Producteurs : Paul Nathan, Hal B. Wallis
- Directeurs de production : Richard Blaydon, William W. Gray
- Société de production : Hal Wallis Productions
- Durée : 106 minutes
- Pays de production : États-Unis
- Langue : Anglais
- Couleur : Couleur (Technicolor)
- Format : 1,85 : 1
- Son : Mono (Westrex Recording System)
- Dates de sortie : 
  - États-Unis : 21 novembre 1962
  - France : 7 juin 1963

## Distribution
- Elvis Presley : Ross Carpenter
- Stella Stevens : Robin Gantner
- Jeremy Slate : Wesley Johnson
- Laurel Goodwin : Laurel Dodge
- Benson Fong : Kin Yung
- Robert Strauss : Sam
- Guy Lee : Chen Yung
- Frank Puglia : Papa Stavros
- Lili Valenty : Mama Stavros
- Beulah Quo : Madam Yung
- Ginny Tiu : Mai Ling
- Elizabeth Tiu : Tai Ling
- Alexander Tiu : Frère de Mai Ling

Acteurs non crédités
- Gavin Gordon : M. Peabody
- Jack Nitzsche : Joueur de piano
- Nestor Paiva : Arthur Morgan
- Linda Rand : Femme du village
- Edward Sheehan
- Mary Treen : Mme Figgot
- Red West : Joueur de bongo sur le bateau